# Mario Raimondi
Mario Raimondi est un ancien footballeur suisse, né le 17 juillet 1980 à Thoune. Il évoluait au poste de milieu gauche.
Il est actuellement entraîneur-adjoint de l'équipe réserve du BSC Young Boys.

## Biographie

### En club
Mario Raimondi est milieu offensif gauche de formation, toutefois à la fin de sa carrière il recule pour jouer arrière latéral.
Mario commence le football avec les clubs du FC Oberdiessbach et du FC Dürrenast. À 17 ans, il rejoint le FC Thoune, club de deuxième division.
En 2002, le FC Thoune obtient la montée en Super League. Toutefois, il ne découvre pas la Super League avec son club, mais avec le FC Zurich, club auquel il est prêté pour une saison.
En 2005, il rejoint le BSC Young Boys, club avec lequel il devient un titulaire indiscutable et cela jusqu'à sa retraite en 2013. À la suite de cela, il rentre dans le staff technique de l'équipe réserve.
Il découvre la joutes européennes via la Coupe Intertoto avec le FC Thoune puis le BSC Young Boys, pour 7 buts inscrits en 11 matchs. Avec les Young Boys, il prend part également à 26 matchs de Ligue Europa pour deux buts inscrits, ainsi qu'à deux matchs de tour préliminaire de la Ligue des champions.

### En sélection
Mario est sélectionné en équipe de Suisse espoirs, avec laquelle il participe à une rencontre lors du Championnat d'Europe espoirs 2002.

## Palmarès
- Suisse espoirs
  - 3ème place du Championnat d'Europe espoirs en 2002.